# Elizabeth Seymour

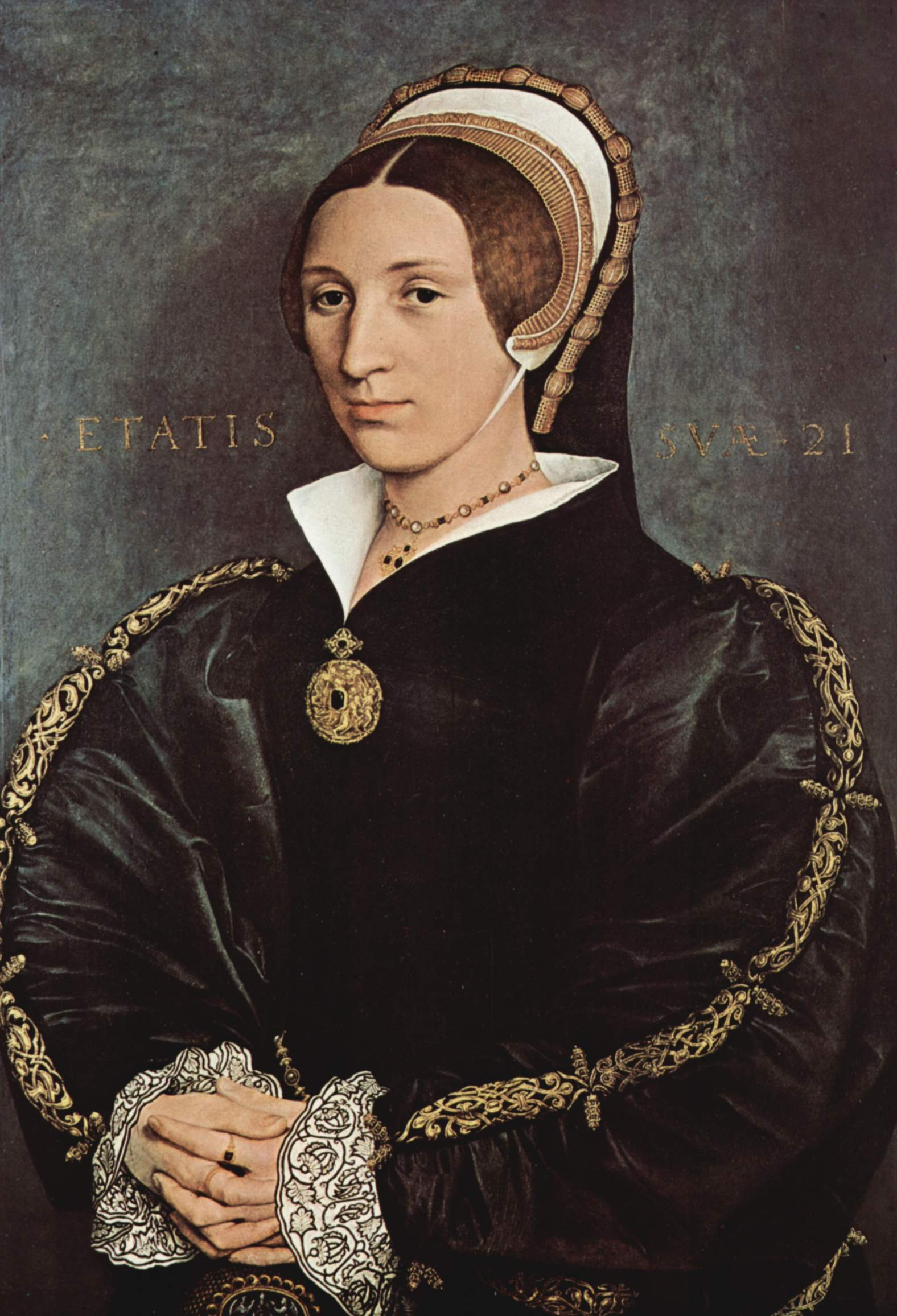
Ritratto di dama sconosciuta, presumibilmente di Elizabeth Seymour, eseguito da Hans Holbein il Giovane

Lady Elizabeth Seymour (Wulfhall, 1518 – Launde, 19 marzo 1568) è stata una nobile inglese.

## Biografia
Fu una dei nove figli di Sir John Seymour e Margery Wentworth.
Il suo primo marito fu Sir Anthony Ughtred (o Oughtred), che sposò nel 1531, ma che morì nel 1534, da cui ebbe due figli. 
Grazie ai legami con la corte intrapresi da suo padre John, Elizabeth e sua sorella Jane poterono divenire dame d'onore al servizio della regina Anna Bolena, loro cugina di secondo grado.
Ma a far guadagnare ricchezze e potere alla famiglia furono le attenzioni che Enrico VIII iniziò a rivolgere alla giovane Jane quando era ancora sposato con Anna. Il 30 maggio 1536, undici giorni dopo l'esecuzione capitale della regina, venne celebrato il matrimonio tra il re e Seymour.
Elizabeth si assicurò così il posto di prima dama di compagnia della sorella, divenuta col matrimonio regina d'Inghilterra. Ricoprì tale incarico fino alla morte della regina avvenuta nell'ottobre 1537, dodici giorni dopo aver dato alla luce l'erede al trono Edoardo.
Nell'agosto 1537, Elizabeth aveva sposato a Wulfhall Gregory Cromwell, I barone Cromwell, figlio del primo ministro di Enrico VIII, Thomas Cromwell, I conte di Essex.
La coppia ebbe cinque figli.
Dopo la morte della sorella, Elizabeth prese parte alle feste di benvenuto per la futura regina Anna di Clèves, appena arrivata dalla Germania. 
Nonostante l'esecuzione di Thomas Cromwell nel 1540 per tradimento ed eresia, il marito cinque mesi dopo fu creato barone di Oakham e dopo che il matrimonio tra il re ed Anna venne annullato, Elizabeth divenne dama di compagnia della quinta moglie di Enrico, Catherine Howard.
Elizabeth servì come dama di compagnia anche la sesta moglie del re, Catherine Parr.
Dopo la morte di Enrico VIII nel 1547, il fratello di Elizabeth, Thomas, sposò segretamente la vedova del re, che morì cinque giorni dopo aver dato alla luce una bambina, Mary Seymour, nel 1548.
Due fratelli di Elizabeth, Thomas ed Edward Seymour, I duca di Somerset, furono poi giustiziati per tradimento durante il regno di Edoardo VI.
Nel 1551 ella rimase ancora una volta vedova. Intorno al 1º aprile 1554 si risposò per la terza volta divenendo la seconda moglie di John Paulet, II marchese di Winchester allora Conte di Wiltshire e barone St John .
Morì nel 1563 a Launde nel Leicestershire.

## Discendenza
Dal suo primo matrimonio, Elizabeth ebbe due figli:  
- Henry Ughtred (Jersey, 1533 - 1598). Mercante e costruttore navale. Sposò prima Elizabeth Paulet, figlia di John Paulet, II marchese di Winchester e della sua prima moglie Elizabeth Willoughby, nonché vedova di William Courtenay, II conte di Devon e madre di William Courtenay II e di Jane Courtenay (prima moglie di Nicholas Parker). Elizabeth Paulet era la sorellastra acquisita di Henry, dal momento che il padre di lei sposò, nel 1554, la madre di lui. La sorella minore di Elizabeth, Mary, sposò inoltre il fratellastro omonimo di Henry, Henry Cromwell. Dopo la morte della moglie il 4 novembre 1576, Henry si risposò con una donna ignota. Non ebbe discendenza.
- Margery Ughtred (Kexby, Yorkshire, 1535). Nata postuma, sposò William Hungate di Burnby, da cui ebbe due figli: 
  - William Hungate;
  - Leonard Hungate.

Dal suo secondo matrimonio, ebbe cinque figli: 
- Henry Cromwell, II barone Cromwell (1538 - 1592). Sposò Mary Paulet, figlia di John Paulet, II marchese di Winchester, da cui ebbe tre figli:  
  - Catherine Cromwell (1557 – 24 marzo 1621). Il 10 febbraio 1581 sposò Lionel Tollemache (1562 – 1612), da cui ebbe sette figli: Lionel II (2 agosto 1591 – 6 settembre 1640), Robert, Edward, Susan, Mary, Catherine e Anne;
  - Edward Cromwell, III barone Cromwell (1559 - 27 aprile 1607). Sposò prima Elizabeth Upton (morta nel 1593) e poi Frances Rugge (morta nel 1631), da cui ebbe un figlio, Thomas Cromwell, I conte di Ardglass (11 giugno 1594 - 20 novembre 1653), e due figlie, Frances e Anne;
  - Gregory Cromwell, sposò Frances Griffin, figlia di Edward Griffin.
- Edward Cromwell (1539 - ante 1553);
- Thomas Cromwell (1540 - 1610). Nel 1580 sposò Catherine Gardner (morta nel 1616), da cui ebbe nove figli: 
  - Henry Cromwell (14 marzo 1583 – 1629);
  - Humfrey Cromwell (nato il 23 giugno 1586);
  - Ann Cromwell (nata il 22 agosto 1587);
  - Susan Cromwell (nata il 17 maggio 1590);
  - Lyonell Cromwell (nato il 8 gennaio 1591)
  - Thomas Cromwell;
  - Gregory Cromwell;
  - Catherine Cromwell;
  - Mary Cromwell.
- Catherine Cromwell (nata nel 1541). Sposò John Strode, figlio di Robert Strode ed Elizabeth Hody, da cui ebbe sei figli: 
  - Robert Strode (nato nel 1559);
  - Edward Strode;
  - John Strode;
  - Thomas Strode;
  - George Stride;
  - Margaret Strode.
- Frances Cromwell (1544 - 7 febbraio 1562). L'11 novembre 1560 sposò Richard Strode, figlio di William III Strode ed Elizabeth Courtenay, da cui ebbe un figlio:
  - William Strode (morto nel 1637).

## Il ritratto
Studenti vittoriani avevano identificato il ritratto di Hans Holbein il giovane in Catherine Howard. Tuttavia la storica Antonia Fraser ha sostenuto che l'immagine sia di Elizabeth Seymour. La donna veste a lutto e Catherine Howard non avrebbe avuto alcun motivo di mettere abiti vedovili; Elizabeth Seymour invece era nel 1534 vedova del primo marito.